# Conrad Brunkman
Conrad Anton Olsson Brunkman (* 20. Januar 1887 in Helsingborg; † 27. Mai 1925 in Lund) war ein schwedischer Ruderer.

## Karriere
Brunkman nahm 1912 an den Olympischen Spielen in Stockholm teil und gewann im Vierer mit Steuermann in der Bootsklasse Dollengig die Silbermedaille. Zudem trat er auch im Achter an, schied dort jedoch im Viertelfinale aus.
Sein Bruder Gustaf Brunkman gehörte 1912 ebenfalls zum schwedischen Achter.